# Trouans
Trouans est une commune française, située dans le département de l'Aube en région Grand Est.

## Géographie

### Localisation
Trouans est un village rural de l'Aube, limitrophe du département de la Marne, qui  fait partie de la Champagne crayeuse. Il se trouve à 39 km à vol d'oiseau à l'est de Sézanne, 37 km au sud de Châlons-en-Champagne, 29 km au sud-ouest de Vitry-le-François et 39 km au nord de Troyes.
L'extrémité est du territoire de la commune est occupée par le camp militaire de Mailly.
La commune se trouve dans la zone d'emploi de Troyes et dans le bassin de vie d'Arcis-sur-Aube

### Communes limitrophes
| Mailly-le-Camp    | Poivres |               |
| Villiers-Herbisse | Trouans | Sompuis Marne |
|                   | Dosnon  |               |

### Géologie et relief
La superficie de la commune est de 29,75 km2 ; son altitude varie de 108  à   200 mètres.

### Hydrographie

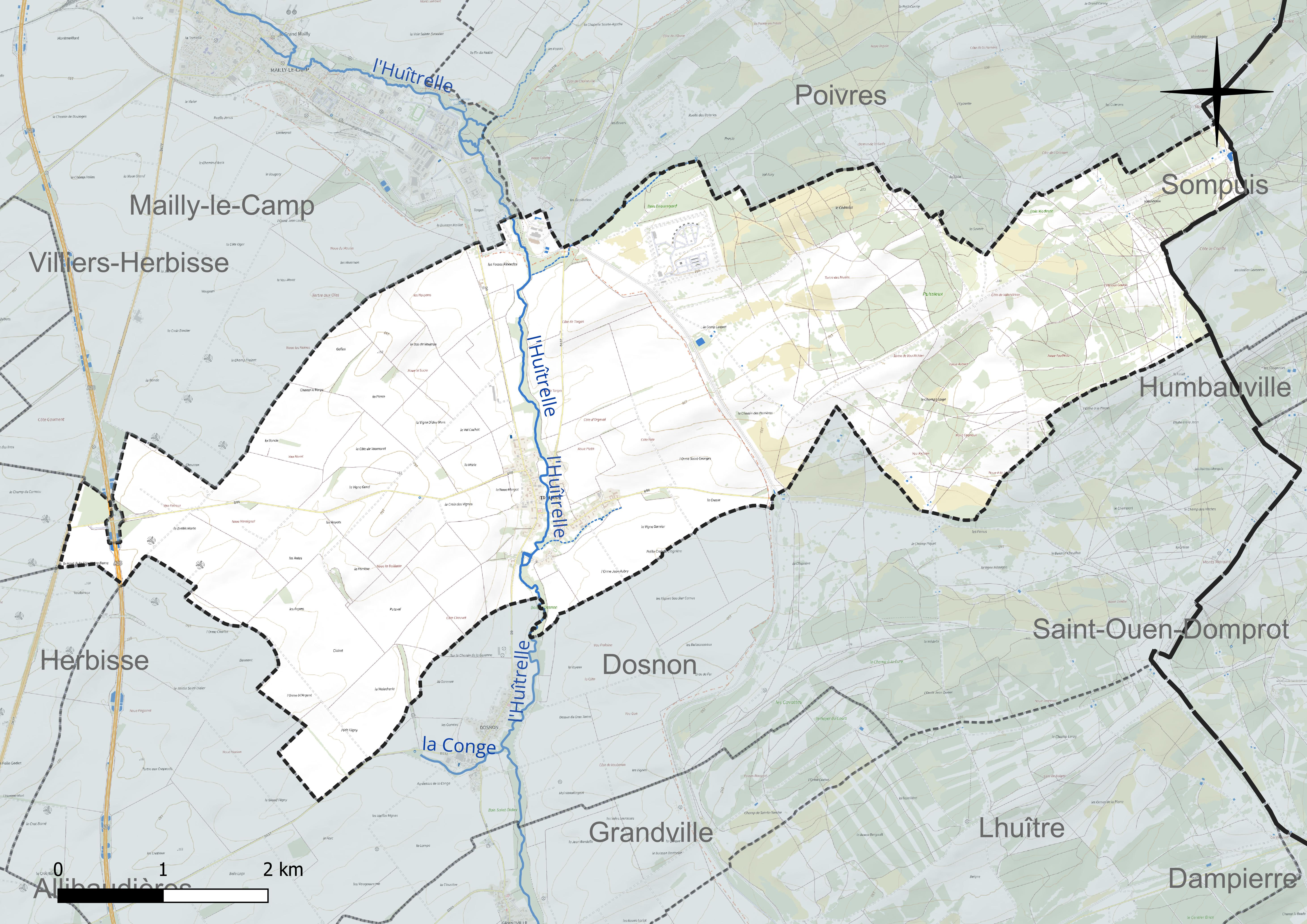
Réseau hydrographique de Trouans.

La commune est dans la région hydrographique « la Seine de sa source au confluent de l'Oise (exclu) » au sein du bassin Seine-Normandie. Elle est drainée par l'Huitrelle, le Fossé 01 des Genièvriers et divers autres petits cours d'eau,.
L'Huitrelle, d'une longueur de 23 km, prend sa source dans la commune de Mailly-le-Camp et se jette  dans l'Aube à Vinets, après avoir traversé huit communes.

### Climat
Pour des articles plus généraux, voir Climat du Grand Est et Climat de l'Aube.
En 2010, le climat de la commune est de type climat océanique dégradé des plaines du Centre et du Nord, selon une étude du Centre national de la recherche scientifique s'appuyant sur une série de données couvrant la période 1971-2000. En 2020, Météo-France publie une typologie des climats de la France métropolitaine dans laquelle la commune est exposée à un climat océanique altéré et est dans la région climatique Nord-est du bassin Parisien, caractérisée par un ensoleillement médiocre, une pluviométrie moyenne régulièrement répartie au cours de l’année et un hiver froid (3 °C).
Pour la période 1971-2000, la température annuelle moyenne est de 10,6 °C, avec une amplitude thermique annuelle de 15,8 °C. Le cumul annuel moyen de précipitations est de 698 mm, avec 11,7 jours de précipitations en janvier et 7,9 jours en juillet. Pour la période 1991-2020, la température moyenne annuelle observée sur la station météorologique de Météo-France la plus proche, « Dosnon », sur la commune de Dosnon à 2 km à vol d'oiseau, est de 11,0 °C et le cumul annuel moyen de précipitations est de 698,3 mm. 
La température maximale relevée sur cette station est de 41,6 °C, atteinte le 25 juillet 2019 ; la température minimale est de −25,8 °C, atteinte le 14 février 1956,,.
Les paramètres climatiques de la commune ont été estimés pour le milieu du siècle (2041-2070) selon différents scénarios d'émission de gaz à effet de serre à partir des nouvelles projections climatiques de référence DRIAS-2020. Ils sont consultables sur un site dédié publié par Météo-France en novembre 2022.

## Urbanisme

### Typologie
Au 1er janvier 2024, Trouans est catégorisée commune rurale à habitat dispersé, selon la nouvelle grille communale de densité à 7 niveaux définie par l'Insee en 2022.
Elle est située hors unité urbaine et hors attraction des villes,.

### Occupation des sols

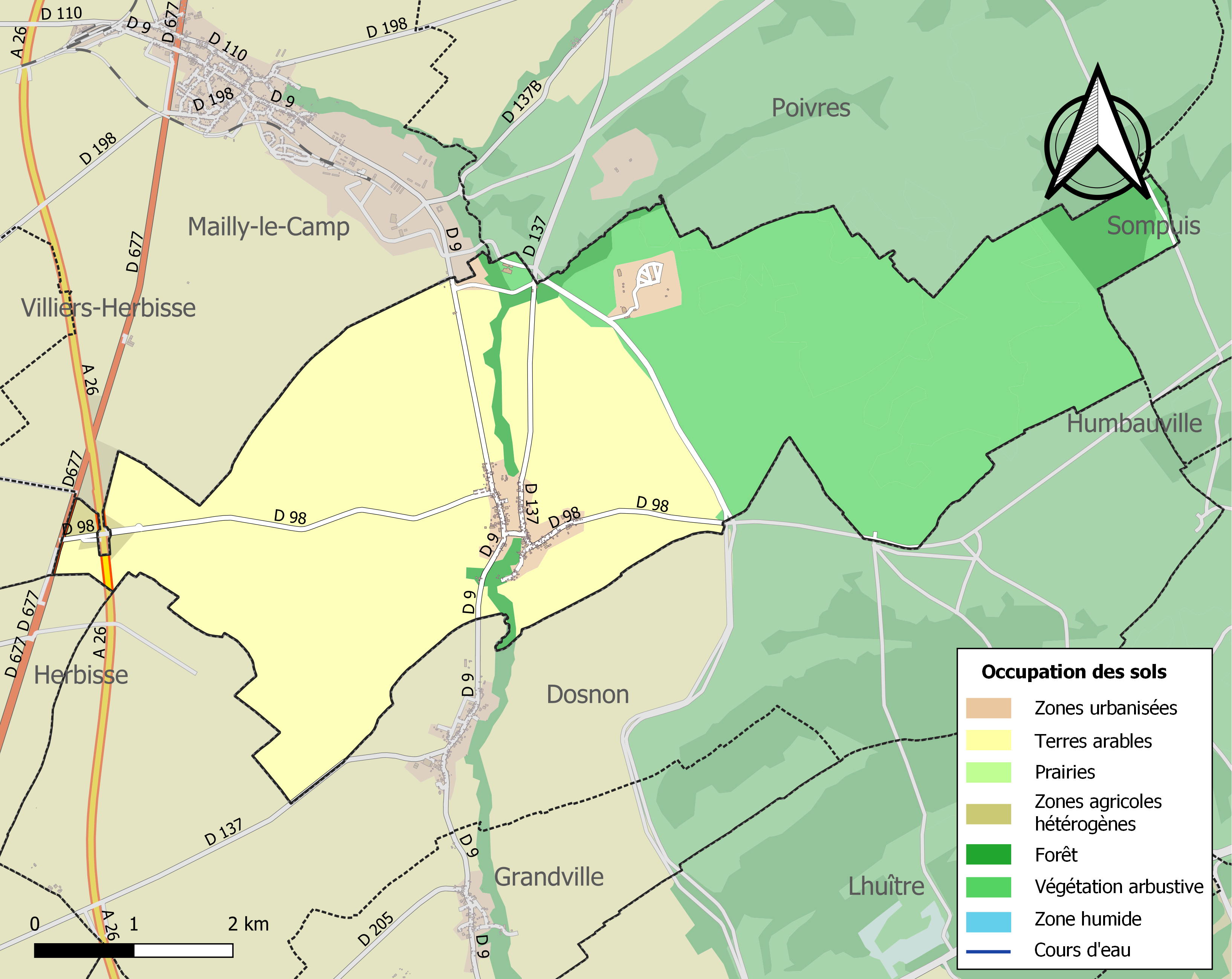
Carte des infrastructures et de l'occupation des sols de la commune en 2018 (CLC).

L'occupation des sols de la commune, telle qu'elle ressort de la base de données européenne d’occupation biophysique des sols Corine Land Cover (CLC), est marquée par l'importance des territoires agricoles (53,5 % en 2018), une proportion identique à celle de 1990 (53,5 %).
La répartition détaillée en 2018 est la suivante : 
terres arables (52,9 %), milieux à végétation arbustive et/ou herbacée (38,4 %), forêts (4,7 %), zones urbanisées (2 %), zones industrielles ou commerciales et réseaux de communication (1,4 %), zones agricoles hétérogènes (0,6 %).
L'évolution de l’occupation des sols de la commune et de ses infrastructures peut être observée sur les différentes représentations cartographiques du territoire : la carte de Cassini (XVIIIe siècle), la carte d'état-major (1820-1866) et les cartes ou photos aériennes de l'IGN pour la période actuelle (1950 à aujourd'hui).

### Lieux-dits, hameaux et écarts
Sur le territoire de Trouans-le-Petit, se trouvaient la Bîme, la Maladière, le moulin du haut, Varaignat, Verdumet, sur un cadastre de 1838.
Sur celui de Trouans-le-Grand se trouvaient les Bîmes, le Chat, Fenu, la Folie, la Grande-Cour, le moulin du bas, Orgela la Rochelle, la Roize, Targe, La Tournelle, au cadastre de 1836.

### Habitat et logement
En 2021, le nombre total de logements dans la commune était de 121, alors qu'il était de 120 en 2016 et de 111 en 2011.
Parmi ces logements, 80,6 % étaient des résidences principales, 3,1 % des résidences secondaires et 16,3 % des logements vacants. Ces logements étaient  tous des maisons individuelles.
Le tableau ci-dessous présente la typologie des logements à Trouans en 2021 en comparaison avec celle de l'Aube et de la France entière. Une caractéristique marquante du parc de logements est ainsi la faible proportion des résidences secondaires et logements occasionnels (3,1 %) par rapport au département (4,9 %) et à la France entière (9,7 %).
| Typologie                                               | Trouans | Aube | France entière |
| ------------------------------------------------------- | ------- | ---- | -------------- |
| Résidences principales (en %)                           | 80,6    | 85,8 | 82,2           |
| Résidences secondaires et logements occasionnels (en %) | 3,1     | 4,9  | 9,7            |
| Logements vacants (en %)                                | 16,3    | 9,3  | 8,1            |

### Voies de communication et transports
L'autoroute A26 et l'ancienne route nationale 77 (actuelle RD 677) constituent la limite ouest du territoire communal.

## Histoire
La commune de Trouans est créée en 1972 par la fusion des anciennes communes de Trouan-le-Grand et de Trouan-le-Petit.

### Trouan-le-Grand
Village installé sur la rive gauche de l'Huitrelle qui avait en son territoire celui  de Targe. Le seigneur en était le comte de Champagne par son château de Chaumont et la seigneurie de Rosnay.
Les templiers avaient une commanderie dès 1209 dans le village avec des terres et un moulin. Elle dépendait de la commanderie de Rosnay avant d'être réunie à celle de Troyes en 1469.
En 1789, le village dépend de l'intendance et de la généralité de Châlons, de l'élection de Vitry et du bailliage de Chaumont.

#### Targe
C'était un fief dont le premier seigneur connu était Jean Chaudron, également  seigneur de Sainte-Suzanne en 1366 et qui relevait du fief de Rosnay.
En 1636, François Picot, marquis de Dampierre en était seigneur. Targe n'a jamais dû être une grande communauté, rarement citée, elle payait sept livres de taxes en 1338, elle est citée avec La Folie en 1737.

### Trouan-le-Petit
Village installé sur la rive droite de l'Huitrelle. Le seigneur en était le comte de Champagne par son château de Sézanne. Le chapitre de la Cathédrale Saint-Pierre-et-Saint-Paul de Troyes était seigneur dès 1152, puis ses possessions sur le village augmentent à partir de 1228 avec la vente de leurs biens et droits par Erard de Brienne et son épouse Philippa de Champagne.
En 1789, le village dépend de l'intendance et de la généralité de Châlons, de l'élection de Vitry et du bailliage de Sézanne.

## Politique et administration

### Rattachements administratifs et électoraux

#### Rattachements administratifs
La commune se trouve depuis 1926 dans l'arrondissement de Troyes du département de l'Aube.
Elle faisait partie depuis 1801 du canton de Ramerupt. Dans le cadre du redécoupage cantonal de 2014 en France, cette circonscription administrative territoriale a disparu, et le canton n'est plus qu'une circonscription électorale.

#### Rattachements électoraux
Pour les élections départementales, la commune fait partie depuis 2014 du canton d'Arcis-sur-Aube
Pour l'élection des députés, elle fait partie de la première circonscription de l'Aube.

### Intercommunalité
Trouans était membre de la petite communauté de communes du Nord de l'Aube, un établissement public de coopération intercommunale (EPCI) à fiscalité propre créé en 2009 et auquel la commune avait transféré un certain nombre de ses compétences, dans les conditions déterminées par le code général des collectivités territoriales.
Dans le cadre des dispositions de la loi portant nouvelle organisation territoriale de la République du 7 août 2015, qui prévoit que les établissements publics de coopération intercommunale (EPCI) à fiscalité propre doivent normalement avoir un minimum de 15 000 habitants, cette intercommunalité a fusionné avec ses voisines  pour former, le 1er janvier 2017, la communauté de communes d'Arcis, Mailly, Ramerupt, dont est désormais membre la commune.

### Liste des maires
| Période                                  | Période                    | Identité           | Étiquette | Qualité                      |
| ---------------------------------------- | -------------------------- | ------------------ | --------- | ---------------------------- |
| Les données manquantes sont à compléter. |                            |                    |           |                              |
|                                          |                            |                    |           |                              |
| avant 1857                               |                            | Nicolas Girardin   |           | Maire de Trouan-le-Grand     |
| avant 1857                               |                            | M. Drouot          |           | Maire de Trouan-le-Petit     |
|                                          |                            |                    |           |                              |
| mars 2001                                | 2014                       | Jacques Caillot    |           |                              |
| mars 2014                                | mai 2022                   | M. Dominique Dejeu | DVD       | Agriculteur Mort en fonction |
| juillet 2022                             | En cours (au 22 juin 2023) | Philippe Lampson   | SE        | Retraité militaire           |

### Jumelages
La commune de Trouans est jumelée avec la 1ère Escadrille de Reconnaissance et d'Attaque du 3e régiment d'hélicoptères de combat (55). La signature de la charte de jumelage a eu lieu le 11 novembre 2024 entre Philippe Lampson, maire de Trouans et le Capitaine Thomas, commandant l'escadrille[réf. nécessaire].

## Équipements et services publics
La mairie-école a été aménagée dans l’ancienne salle de classe de Trouan-le-Petit, à proximité de l'Huitrelle.

## Population et société

### Démographie
L'évolution du nombre d'habitants est connue à travers les recensements de la population effectués dans la commune depuis 1793. Pour les communes de moins de 10 000 habitants, une enquête de recensement portant sur toute la population est réalisée tous les cinq ans, les populations de référence des années intermédiaires étant quant à elles estimées par interpolation ou extrapolation. Pour la commune, le premier recensement exhaustif entrant dans le cadre du nouveau dispositif a été réalisé en 2006.

En 2022, la commune comptait 203 habitants, en évolution de −12,5 % par rapport à 2016 (Aube : +0,7 %, France hors Mayotte : +2,11 %).
| 1793 | 1800 | 1806 | 1821 | 1831 | 1836 | 1841 | 1846 | 1851 |
| ---- | ---- | ---- | ---- | ---- | ---- | ---- | ---- | ---- |
| 177  | 141  | 152  | 142  | 130  | 130  | 128  | 133  | 134  |

| 1856 | 1861 | 1866 | 1872 | 1876 | 1881 | 1886 | 1891 | 1896 |
| ---- | ---- | ---- | ---- | ---- | ---- | ---- | ---- | ---- |
| 132  | 129  | 142  | 143  | 140  | 133  | 123  | 117  | 112  |

| 1901 | 1906 | 1911 | 1921 | 1926 | 1931 | 1936 | 1946 | 1954 |
| ---- | ---- | ---- | ---- | ---- | ---- | ---- | ---- | ---- |
| 112  | 120  | 131  | 124  | 136  | 153  | 150  | 123  | 116  |

| 1962 | 1968 | 1975 | 1982 | 1990 | 1999 | 2006 | 2011 | 2016 |
| ---- | ---- | ---- | ---- | ---- | ---- | ---- | ---- | ---- |
| 136  | 140  | 268  | 214  | 199  | 207  | 222  | 246  | 232  |

| 2021 | 2022 | - | - | - | - | - | - | - |
| ---- | ---- | - | - | - | - | - | - | - |
| 210  | 203  | - | - | - | - | - | - | - |

## Culture locale et patrimoine

### Lieux et monuments
- Église Saint-Georges de Trouans,  Classée MH (1924)[25] ;
- Croix de cimetière de Trouans  Classée MH (1909)[26], dans le cimetière St Georges, des XIVe et XVIe siècles ;
- Église Saint-Pierre et Paul de Trouans. Elle était autrefois à la collation du chapitre de la cathédrale de Troyes. La nef est romane. Le bas-côté nord a disparu au XIXe siècle. L'abside et le transept sont du XVIe siècle. 
L'édifice est restauré en 2007 et 2010 ;
- Tombes de 2 équipages de Lancasters de la RAF tombés lors du bombardement du 2-4 mai 1944 au cimetière de Trouans jouxtant l'église St Pierre et Paul
Une stèle commémorative inaugurée en 2019 se trouve à côté[27] ;
- Monument aux morts de Trouans : regroupant ceux de Trouan-le-Grand et Trouan-le-Petit;

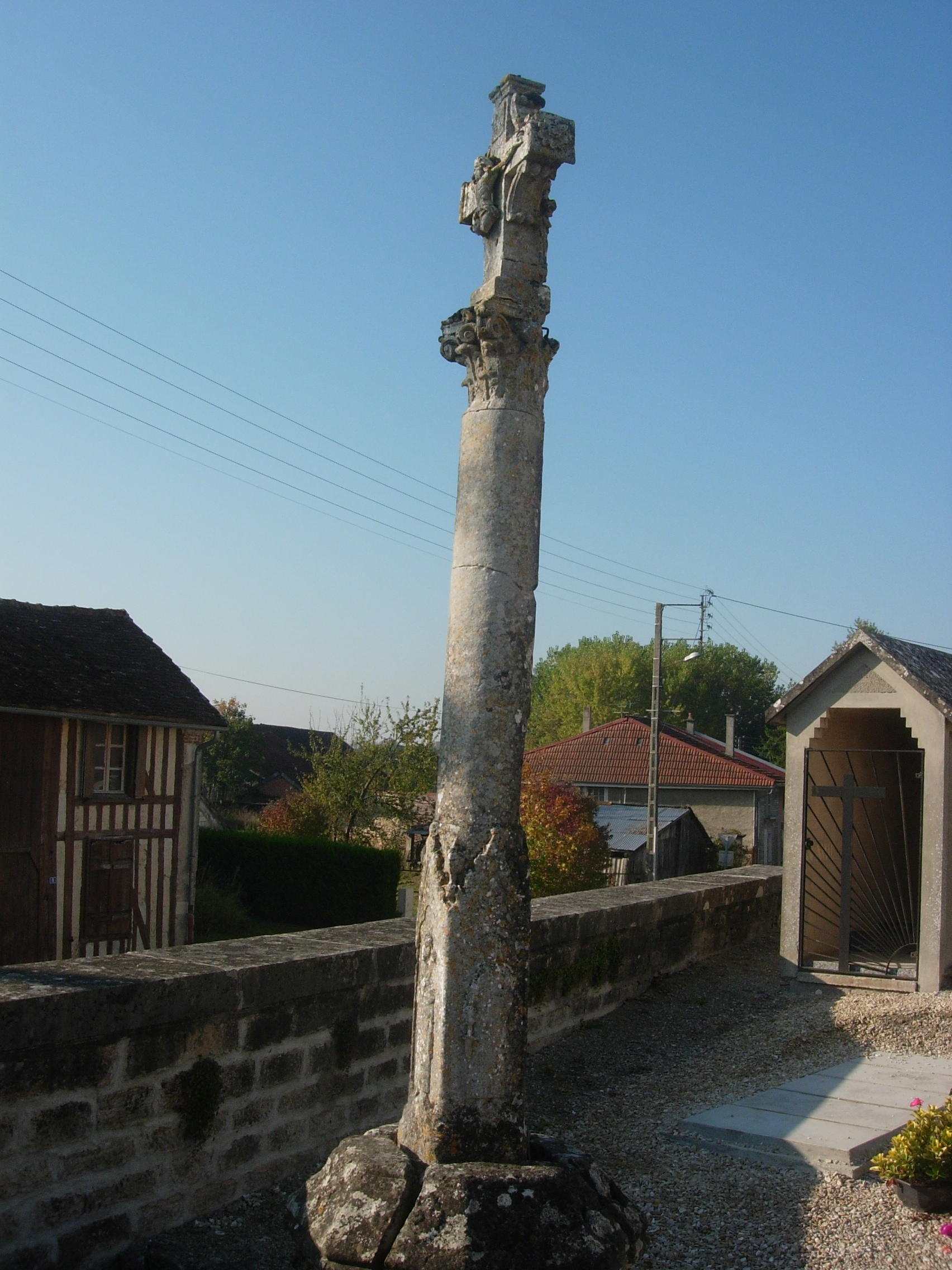
La croix de cimetière de l'église St Georges
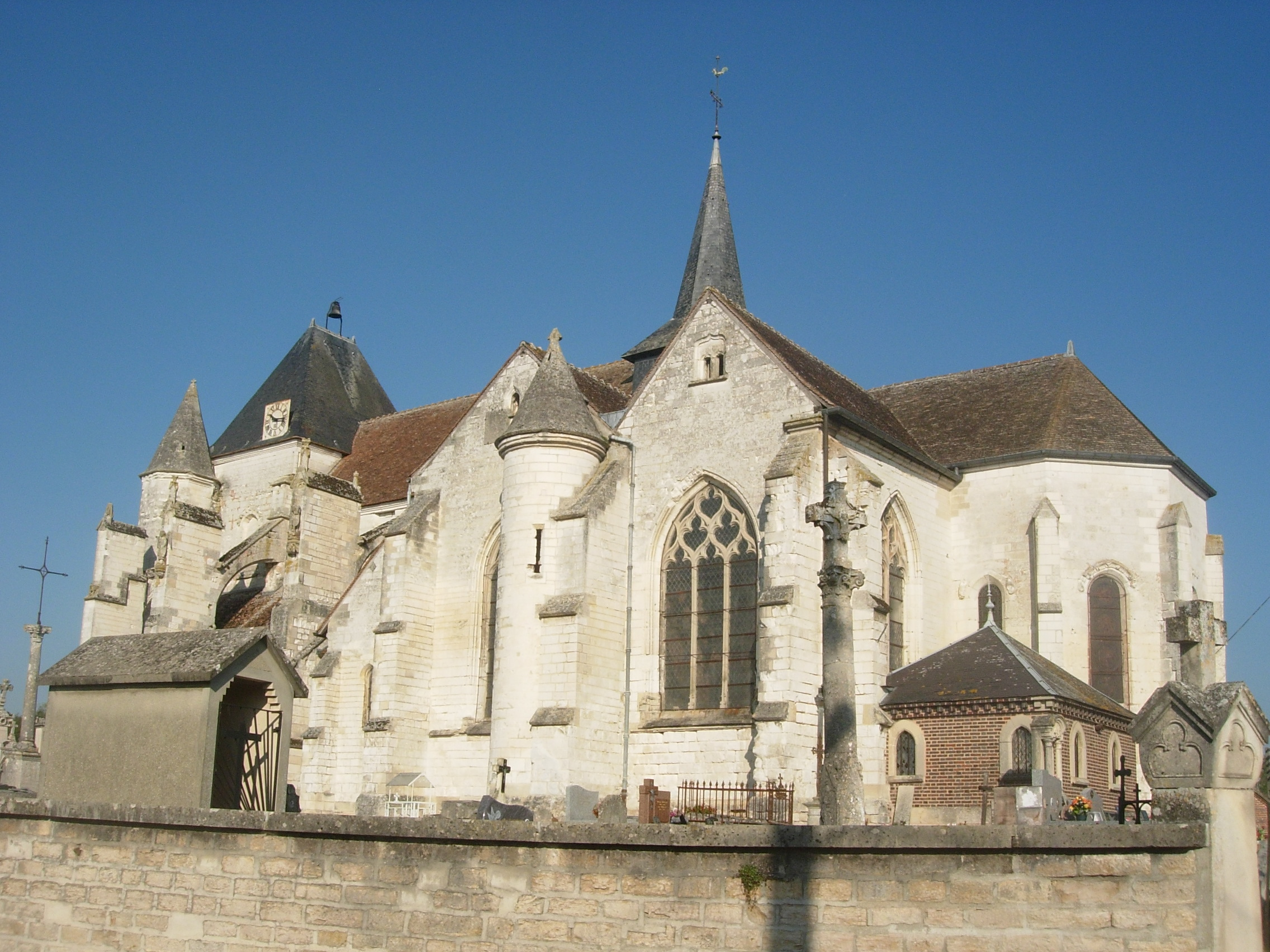
L'église Saint-Georges.
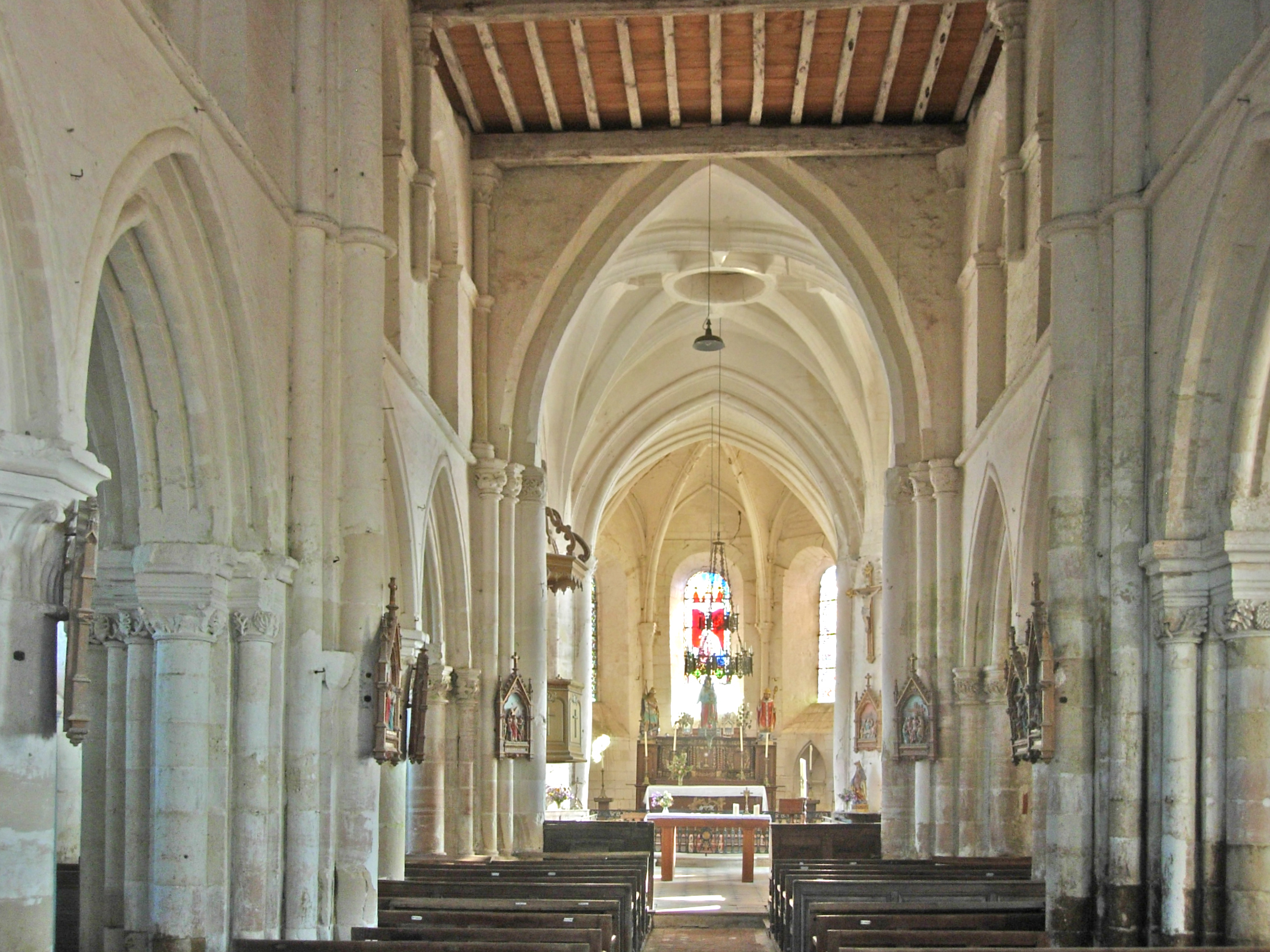
L'intérieur de l'église Saint-Georges.
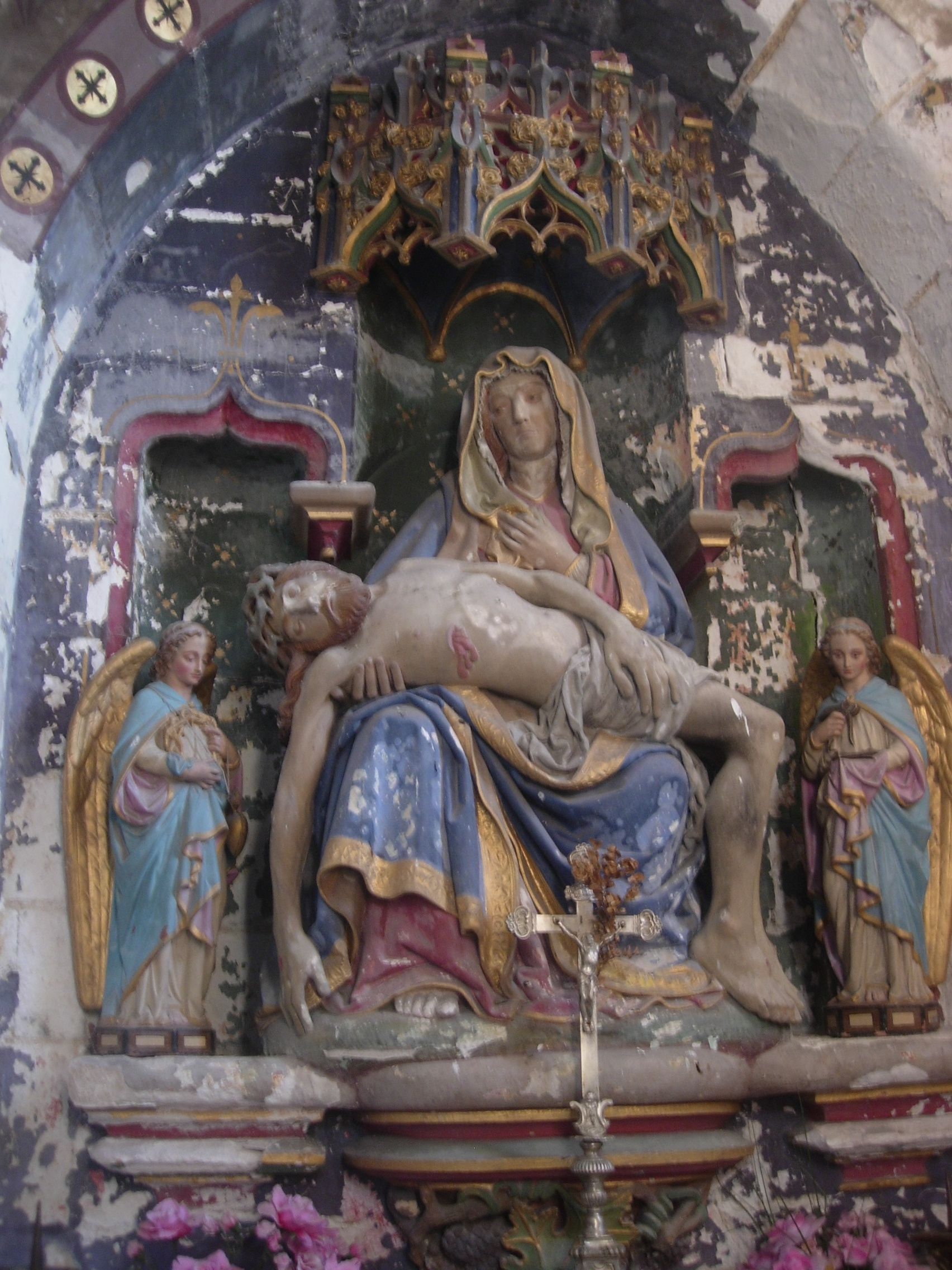
La Vierge de pitié : église Saint-Georges.
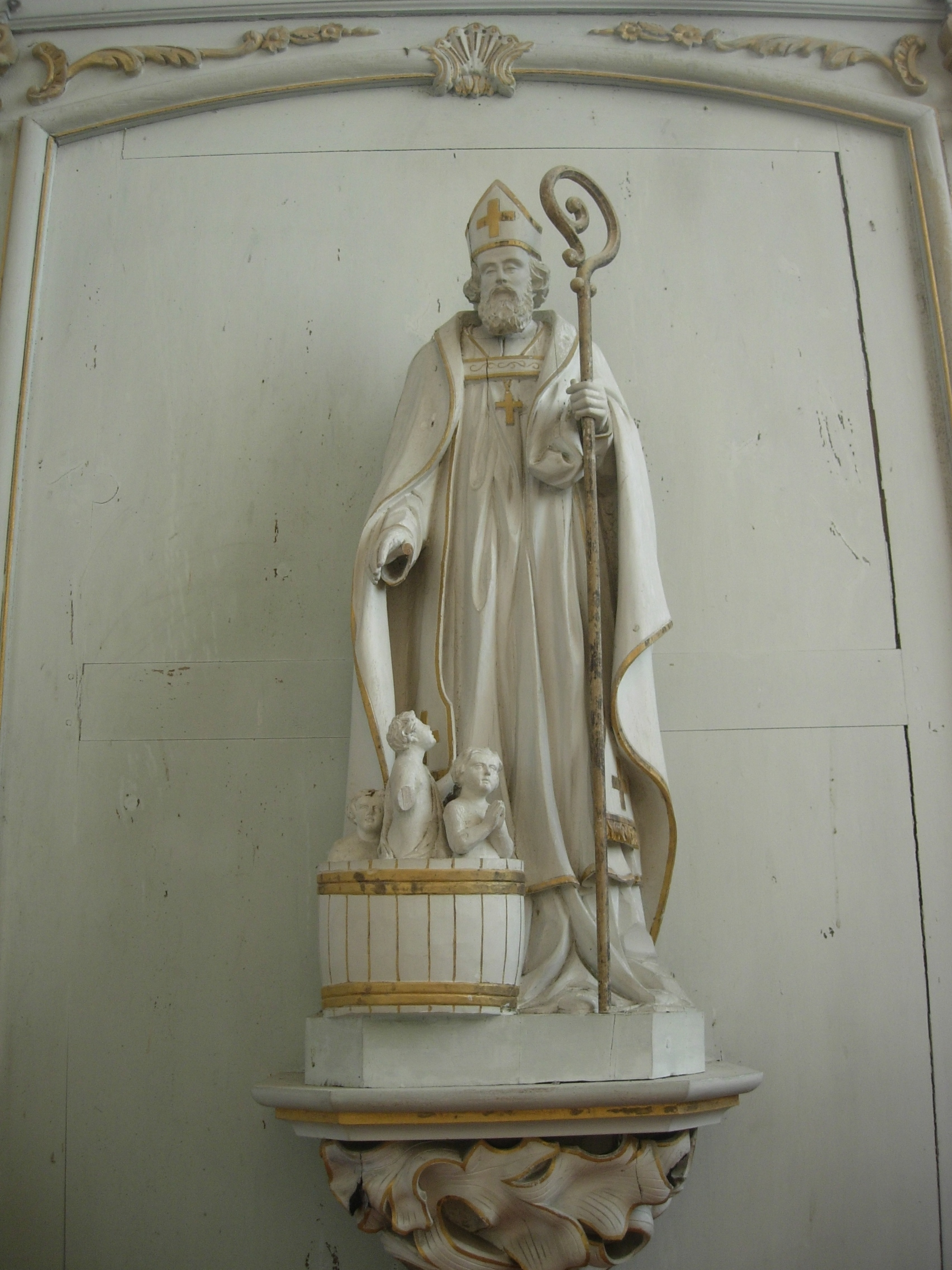
Église Saint-Georges : saint Nicolas.
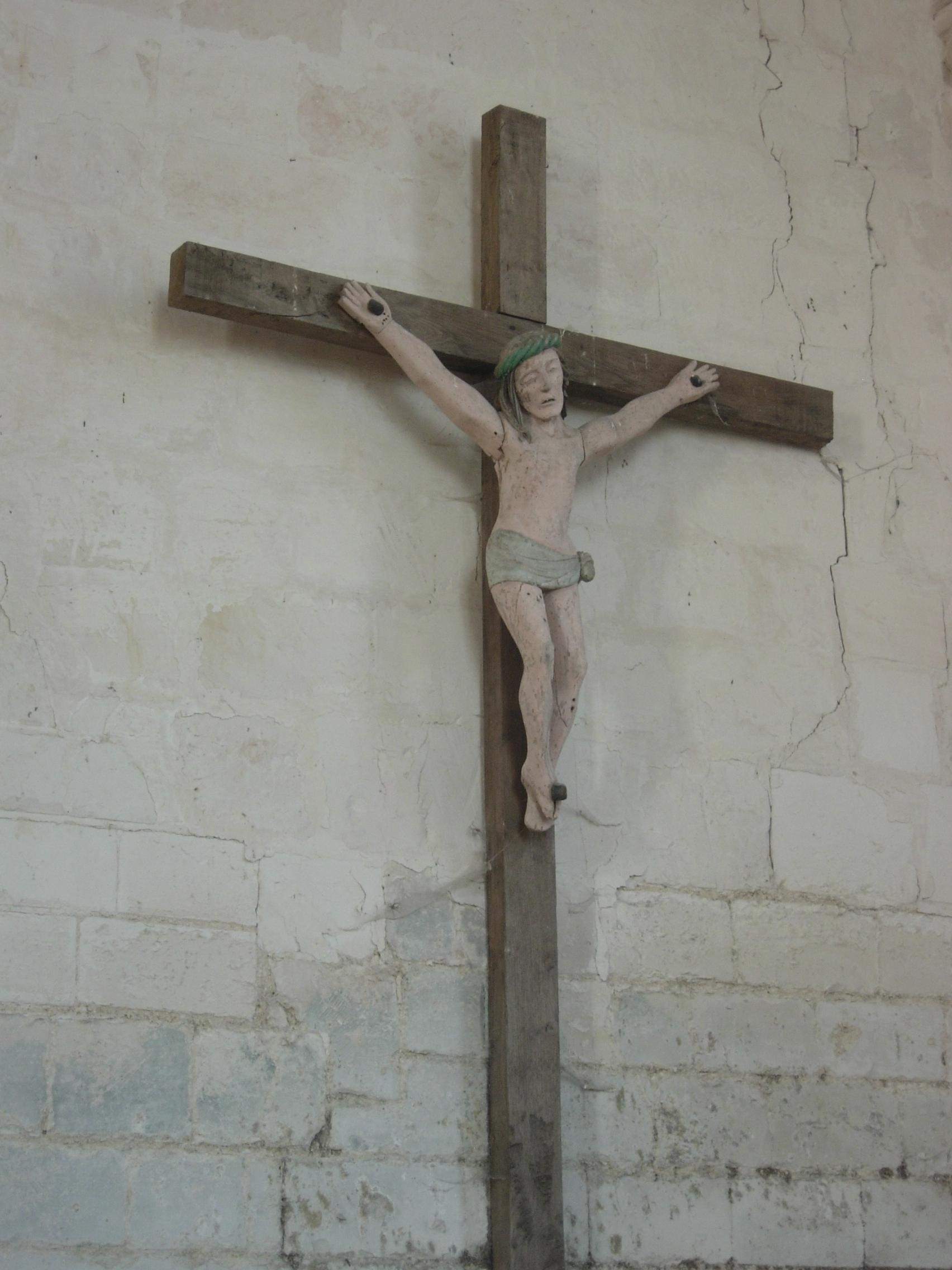
Église St Georges : le Christ.
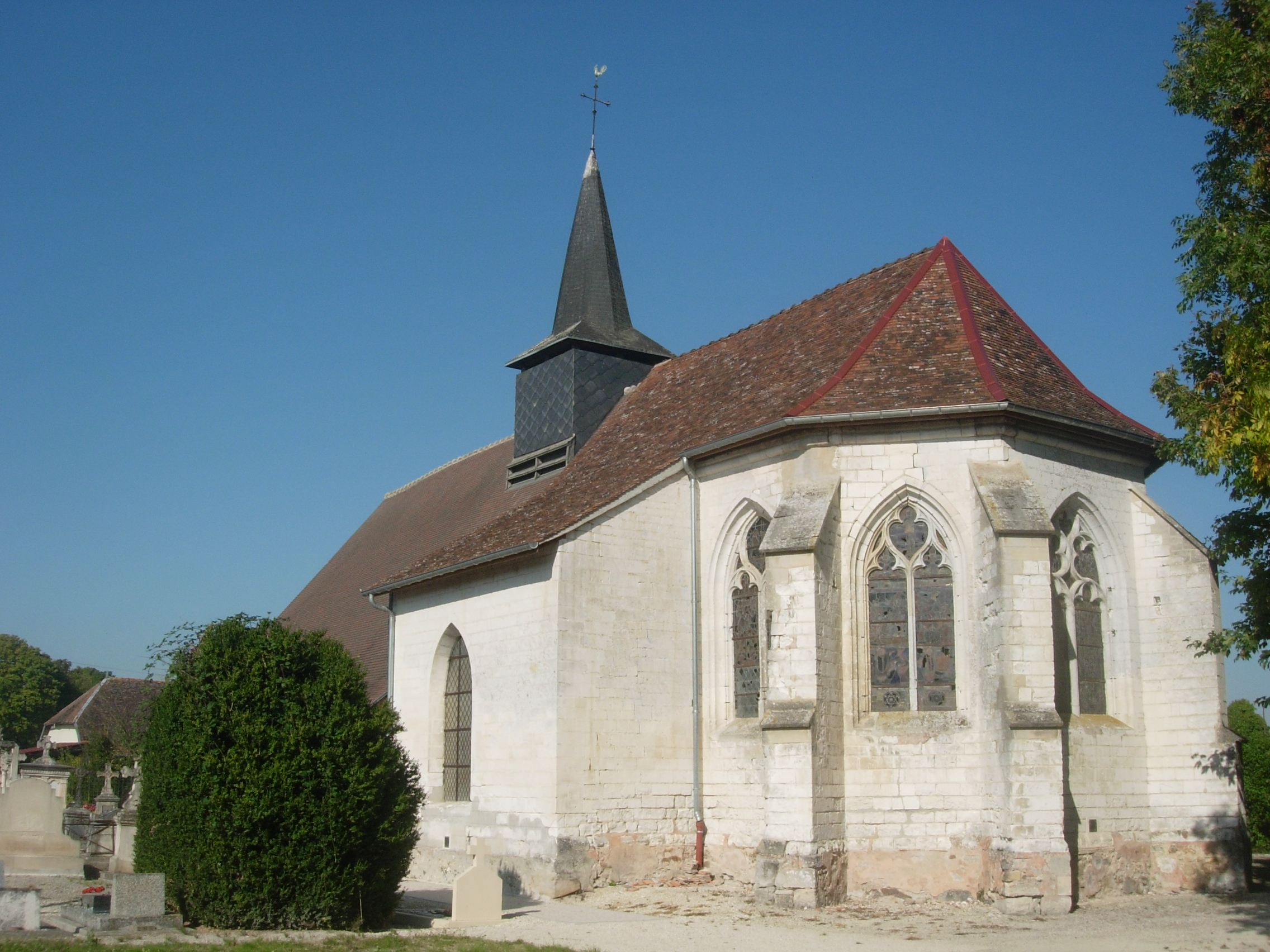
Église Saint-Pierre-e- Paul.
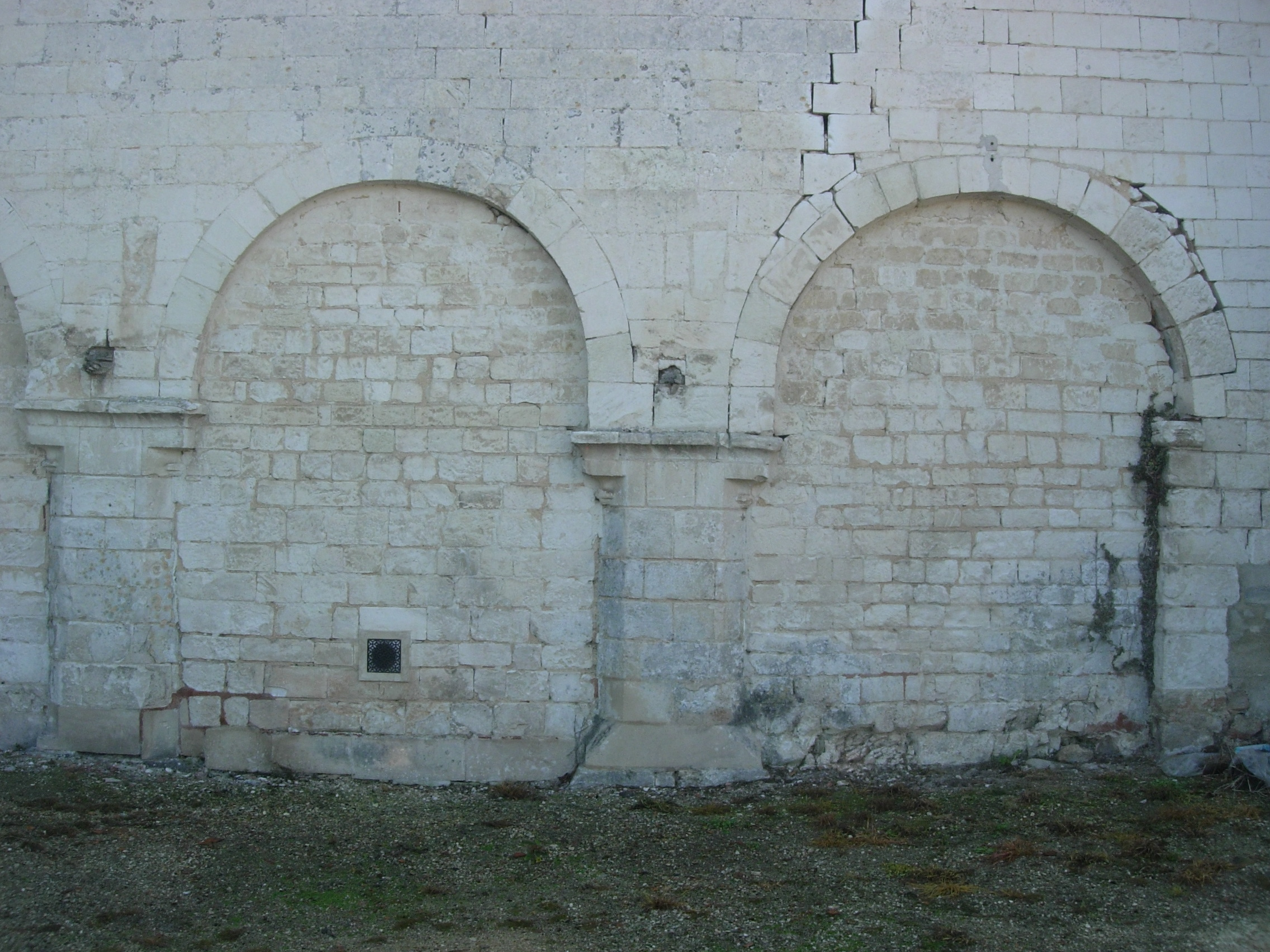
Église Saint-Pierre-et-Paul : mur roman.
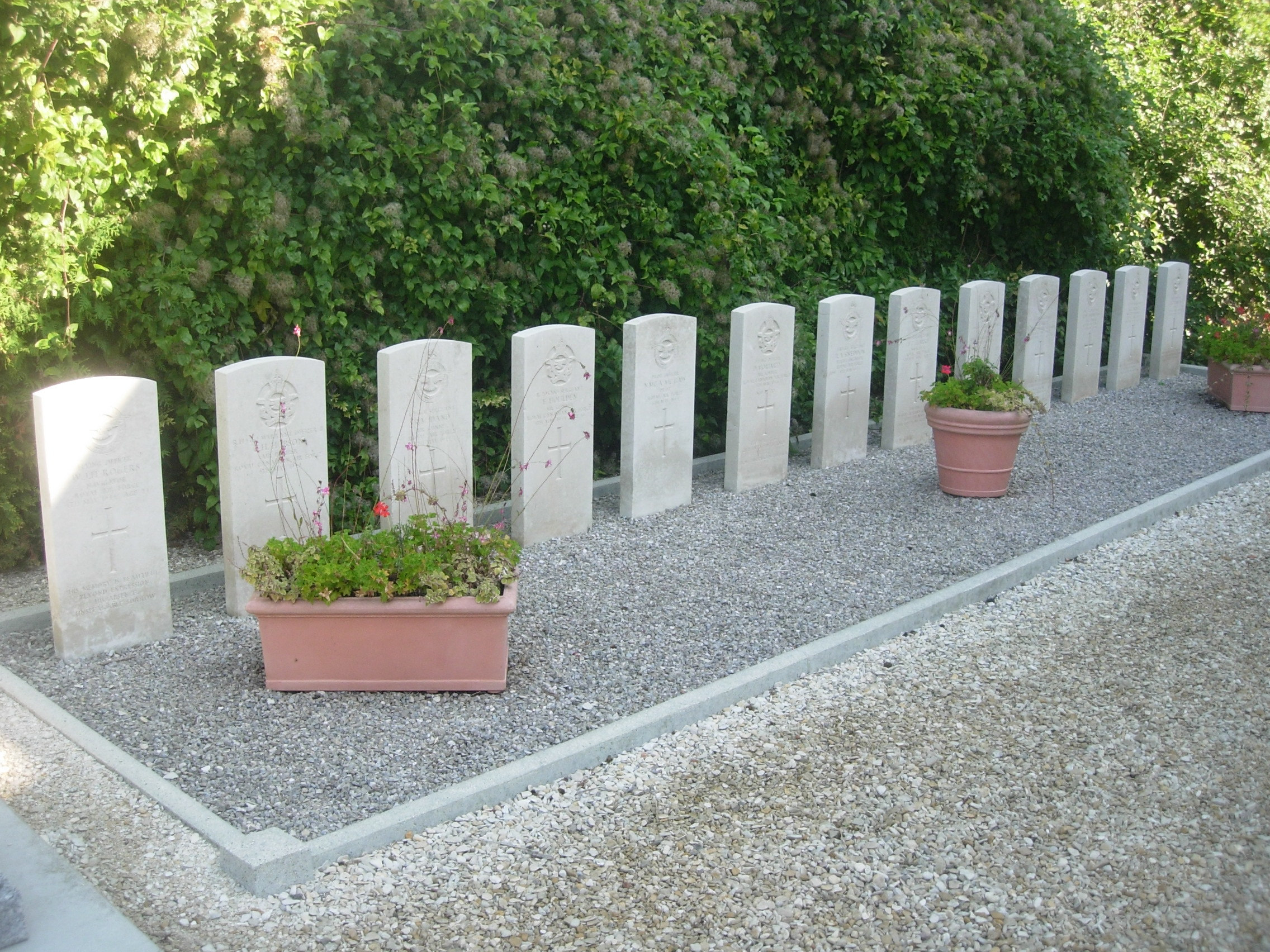
Cimetière église St Pierre et Paul : tombes de soldats de la Royal Air Force morts le 4 mai 1944.

### Personnalités liées à la commune
Citoyen d'honneur : général d'armée Thierry Burkhard, chef d'état-major des armées[réf. nécessaire].

## Pour approfondir